# Белинский, Олег Александрович
Олег Александрович Белинский (род. 1942, в Великом Устюге) — российский театральный режиссёр.

## Биография
Олег Белинский родился в городе Великий Устюг Вологодской области  04.04.1942 г.
Окончил театральное училище им. Щукина при Вахтанговском театре в 1975 г.
С 1969 по 1978 год работал в Саратовском академическом драмтеатре им. К. Маркса (ныне им. И. А. Слонова).
С 1978 по 1980 год был режиссёром Приморского Краевого ТЮЗа г. Владивостока, тогда же преподавал в Дальневосточном Государственном Институте Искусств на театральном факультете.
С 1980 по 1984 был режиссёром Ташкентского ТЮЗа и преподавал в Ташкентском театральном институте.
Возглавлял Чимкентский областной русский драматический театр. 
Был главным режиссёром Пензенского областного драмтеатра им. А. В. Луначарского.
В разные годы ставил спектакли в московских театральных студиях, Ташкентском театре имени Хамзы, Кишинёвском государственном русском драматическом театре им. А. П. Чехова, Казанском и Астраханском ТЮЗах, Астраханском драмтеатре, Ярославском драмтеатре имени Волкова, Ульяновском драмтеатре, Хабаровском драматическом театре, Владимирском драмтеатре, Тюменском театре, являлся художественным руководителем московского театра-студии «У Красных Ворот» и художественным руководителем пензенского театра-студии «Тет-а-тет».

## Творчество
- 1974 — «Аленький Цветочек», И. Карнаухова, Л. Браусевич, в гл.роли Светлана Тома, Кишинёвский Государственный русский драматический театр им. А. П. Чехова
- 1975 — "История солдата" (Сказка играемая, читаемая и танцуемая) И.Стравинского.  Саратовская консерватория им.  Л.В.Собинова.  Дирижер Вахтанг Жордания лауреат премии фонда Герберта Карояна.
- 1976 — «Второе рождение Жолта Керекеша»  Шандор Шомоди Тот, Казанский русский ТЮЗ
- 1977 — "Бременские музыканты" В.Шульжика, Саратовский драмтеатр им. К.Маркса
- 1979 — "Кот в сапогах" С.Прокофьевой и Г.Сапгир, Саратовский драмтеатр им. К.Маркса
- 1980 — "Следствие" Н.Воронова, Приморский краевой ТЮЗ г.Владивостока
- 1980 — "Сын полка" В.Катаева, Приморский краевой ТЮЗ г.Владивостока
- 1981 — "Дама невидимка" П.Кальдерон, Дальневосточный институт искусств  г. Владивостока
- 1981 — "Романтики" Э.Ростана, Приморский краевой ТЮЗ г.Владивостока
- 1981 —  "Стриптиз" С.Мрожека, Приморский Дом Актера г.Владивостока
- 1982 — "Похищение Софи"  В.Белшевиц, Ташкентский ТЮЗ
- 1983 — "Туфли с золотыми пряжками" К.Мешкова, Ташкентский ТЮЗ
- 1984 — "Нурхон" К.Яшена Ташкентский ТЮЗ
- 1984 — "Фата Моргана" Д.Соломона Ташкентский академический театр им. Хамзы
- 1985 — «Горячая точка» Олега Перекалина, Чимкентский областной русский драматический театр
- 1986 — «Звёзды на утреннем небе» Александра Галина, Чимкентский областной русский драматический театр
- 1987 — «Три мешка сорной пшеницы» Владимира Тендрякова. Чимкентский областной русский драматический театр
- 1987 — «Люди и мыши» Джона Стейнбека, Чимкентский областной русский драматический театр совместно с художником-постановщиком Тимуром Бекмамбетовым
- 1991 — "Любовь - книга золотая" А.Толстого. Ярославский драмтеатр им. Ф. Волкова.
- 2005 — «Очень простая история» Марии Ладо, Ульяновский областной драматический театр
- 2006 — «Шум за сценой» Майкла Фрейна, Владимирский областной драматический театр имени Луначарского
- 2007 — «Продавец дождя» Ричарда Нэша, Южно-Казахстанский областной русский драматический театр.
- 2007 — «Очень простая история» Марии Ладо, Хабаровский краевой театр драмы и комедии
- 2007 — «Очень простая история» Марии Ладо, Астраханский драматический театр
- 2007 — "Продавец  дождя"  Р.Нэш. Южно-Казахстанский русский драмтеатр г. Чимкент.
- 2008 — «Панночка» Нины Садур, Южно-Казахстанский русский драмтеатр г. Чимкент.[1]
- 2009 — «Прищучил!» Барри Киффа, Ульяновский областной драматический театр[2]
- 2010 — «Очень простая история» Марии Ладо, Павлодарский театр драмы имени А. П. Чехова
- 2010 — "Баллада о солдате" В.Ежова и  Г.Чухрая. Тюменский драмтеатр
- 2012 — "Зверь» М. Гиндин, В. Синакевич.  Павлодарский театр драмы имени А. П. Чехова
- 2012 —  "Без слез, без жизни, без любви." ("Обыкновенная история" И. Гончарова,)  Павлодарский театр драмы имени А. П. Чехова
- 2013 — "Филумена Мартурано" Э. де Филиппо, Павлодарский театр драмы имени А. П. Чехова
- 2014 — «Зверь» М. Гиндин, В. Синакевич, Саратовский театр русской комедии. Премьера состоялась 15 марта 2014 года
- 2014 — "Кадриль" В. Гуркин, Павлодарский театр драмы имени А. П. Чехова
- 2014 — "Дорогая Памела" Д.Патрик, Павлодарский театр драмы имени А. П. Чехова
- 2015  — "Пигмалион" Б.Шоу, Павлодарский театр драмы имени А. П. Чехова
- 2015 —  "Баллада о солдате" В.Ежова и Г.Чухрая.  Южно-Казахстанский русский драмтеатр г. Чимкент
- 2016  —  "Семейный портрет с посторонним" С.Лобозеров,  Павлодарский театр драмы имени А. П. Чехова
- 2016  — "Театр, или Шум за сценой" М.Фрейн.   Южно-Казахстанский русский драмтеатр г. Чимкент.
- 2016 —  "Провинциальные анекдоты" А.Вампилов, Павлодарский театр драмы имени А. П. Чехова
- 2016 — «Звёзды на утреннем небе» Александра Галина,  Южно-Казахстанский областной русский драматический театр.
- 2016 —  "Поминальная молитва" Г.Горин, Павлодарский театр драмы имени А. П. Чехова
- 2017  —  "Полет над гнездом кукушки" Д.Вассерман.  Южно-Казахстанский областной русский драматический театр.
- 2017 —  "Скандал по-французски" Ж.Летраз, Павлодарский театр драмы имени А. П. Чехова
- 2019 — "Безумный день, или Женитьба Фигаро"  П.Бомарше.  Южно-Казахстанский областной русский драматический театр..

## Семья
Жена Белинская Ольга Валентиновна